# گابریل برازائو
گابریل برازائو (انگلیسی: Gabriel Brazão؛ زادهٔ ۵ اکتبر ۲۰۰۰) بازیکن فوتبال اهل برزیل است.که در پست دروازه‌بان برای باشگاه فوتبال اسپال به صورت قرض از باشگاه فوتبال اینترمیلان بازی می کند.

## افتخارات

### باشگاهی
اینتر میلان
- سوپرجام فوتبال ایتالیا(۱): ۲۰۲۲